# Skoki do wody na Mistrzostwach Świata w Pływaniu 2022 – konkurs drużynowy
Konkurs drużynowy – jedna z konkurencji rozgrywanych w ramach skoków do wody, podczas mistrzostw świata w pływaniu w 2022. Zawody w tej konkurencji rozegrano 29 czerwca, udział w nich brało 13 duetów.
Zwycięzcami konkurencji okazali się reprezentanci Chin Quan Hongchan i Bai Yuming. Drugą pozycję zajęli zawodnicy z Francji Jade Gillet i Alexis Jandard, trzecią zaś reprezentujący Wielką Brytanię Andrea Spendolini Sirieix i James Heatly.

## Wyniki
| Miejsce | Zawodnicy                              | Państwo           | Wynik  |
| ------- | -------------------------------------- | ----------------- | ------ |
| 01 !    | Quan Hongchan Bai Yuming               | Chiny             | 391,40 |
| 02 !    | Jade Gillet Alexis Jandard             | Francja           | 358,50 |
| 03 !    | Andrea Spendolini Sirieix James Heatly | Wielka Brytania   | 357,60 |
| 4.      | Elena Wassen Timo Barthel              | Niemcy            | 354,35 |
| 5.      | Ooi Tze Liang Pandelela Rinong         | Malezja           | 350,25 |
| 6.      | Rafael Fogaça Ingrid Oliveira          | Brazylia          | 348,55 |
| 7.      | Cho Eun-bi Yi Jaeg-yeong               | Korea Południowa  | 332,85 |
| 8.      | Daryn Wright Maxwell Flory             | Stany Zjednoczone | 319,60 |
| 9.      | Samuel Fricker Charli Petrov           | Australia         | 318,45 |
| 10.     | Viviana Del Ángel Kevin Muñoz          | Meksyk            | 289,35 |
| 11.     | Leonardo García Viviana Uribe          | Kolumbia          | 270,85 |
| 12.     | Anisley García Luis Cañabate           | Kuba              | 237,55 |
| 13.     | Liam Stone Mikali Dawson               | Nowa Zelandia     | 227,90 |